# Steindachneridion scriptum
Steindachneridion scriptum är en fiskart som först beskrevs av Miranda Ribeiro, 1918.  Steindachneridion scriptum ingår i släktet Steindachneridion och familjen Pimelodidae. Inga underarter finns listade i Catalogue of Life.